# Breuschwickersheim
Breuschwickersheim je občina v departmaju Bas-Rhin francoske regije Alzacija.
Leta 2009 je v občini živelo 1.240 oseb oz. 245 oseb/km².